# Hovedbanen
Hovedbanen är också ett smeknamn på Københavns Hovedbanegård. "Hovedbane" är även den danska benämningen för stambana.
Hovedbanen, mellan Oslo och Eidsvoll, är Norges äldsta järnvägslinje. Den öppnades den 1 september 1854, före Sveriges första linje. I kombination med ångbåt på sjön Mjösa kunde man åka till exempel Oslo-Lillehammer på runt 8 timmar[källa behövs]  mot ett par-tre dagar med häst och vagn. Banan finansierades i huvudsak med privat kapital, aktiespekulanter från England och Norge, och av norska staten till 25%. Den förstatligades först 1926. Namnet kommer av att man under den politiska debatten på 1840-talet såg den som den enda järnvägen av intresse (värt pengarna) att bygga i Norge.[källa behövs] Ångbåtar ansågs som huvudtransportmedlet. Hovedbanen blev en framgång och banade väg för fler banor.
Linjen är 68 kilometer lång och blev elektrifierad Oslo till Lillestrøm 1927 och vidare till Eidsvoll 1956. 1903-1904 byggdes dubbelspår Oslo-Lillestrøm. 1998-1999 öppnades den nya banan Gardermobanen parallellt med Hovedbanen, vilket ledde till att den senare numera bara används för lokaltrafik och godståg.
De viktigaste målen längs Hovedbanen är Bryn, Strømmen, Lillestrøm, Jessheim och Eidsvoll.

## Galleri

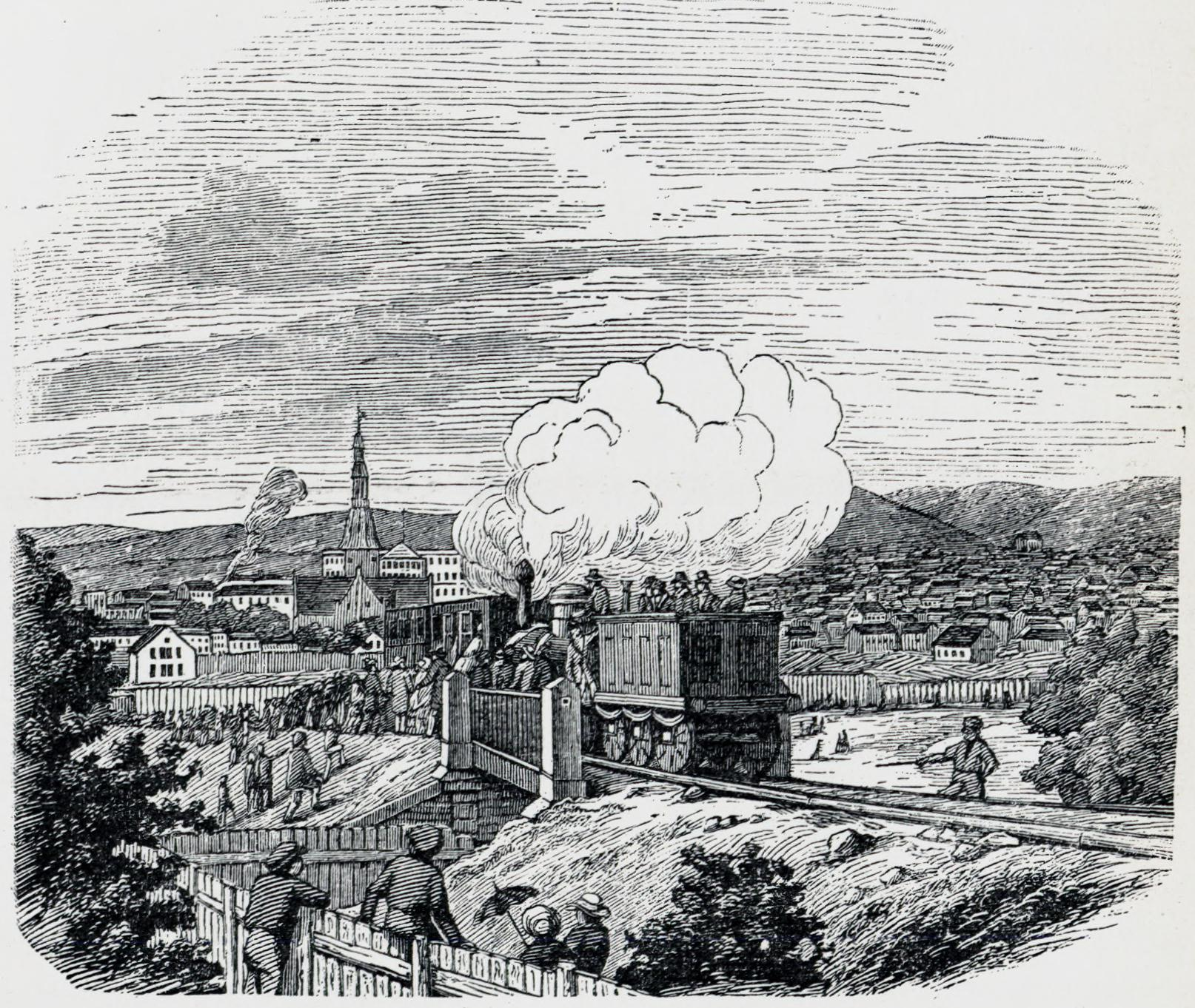
Provtur på järnvägen till Lillestrøm, 4 Juli 1853. Illustration ur boken En Christianiensers Erindringer fra 1850- og 60-Aarene.
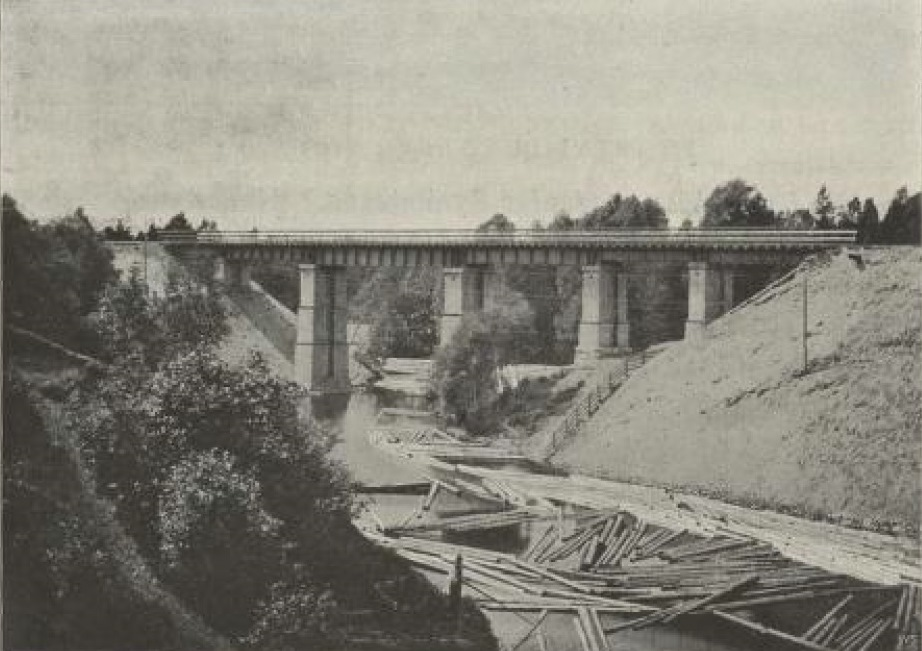
Bro från 1864 över Risa vid Dal, avbildad någon gång mellan cirka 1864 –1904. Från boken Norsk Hoved-Jernbane femti Aar 1854–1904.
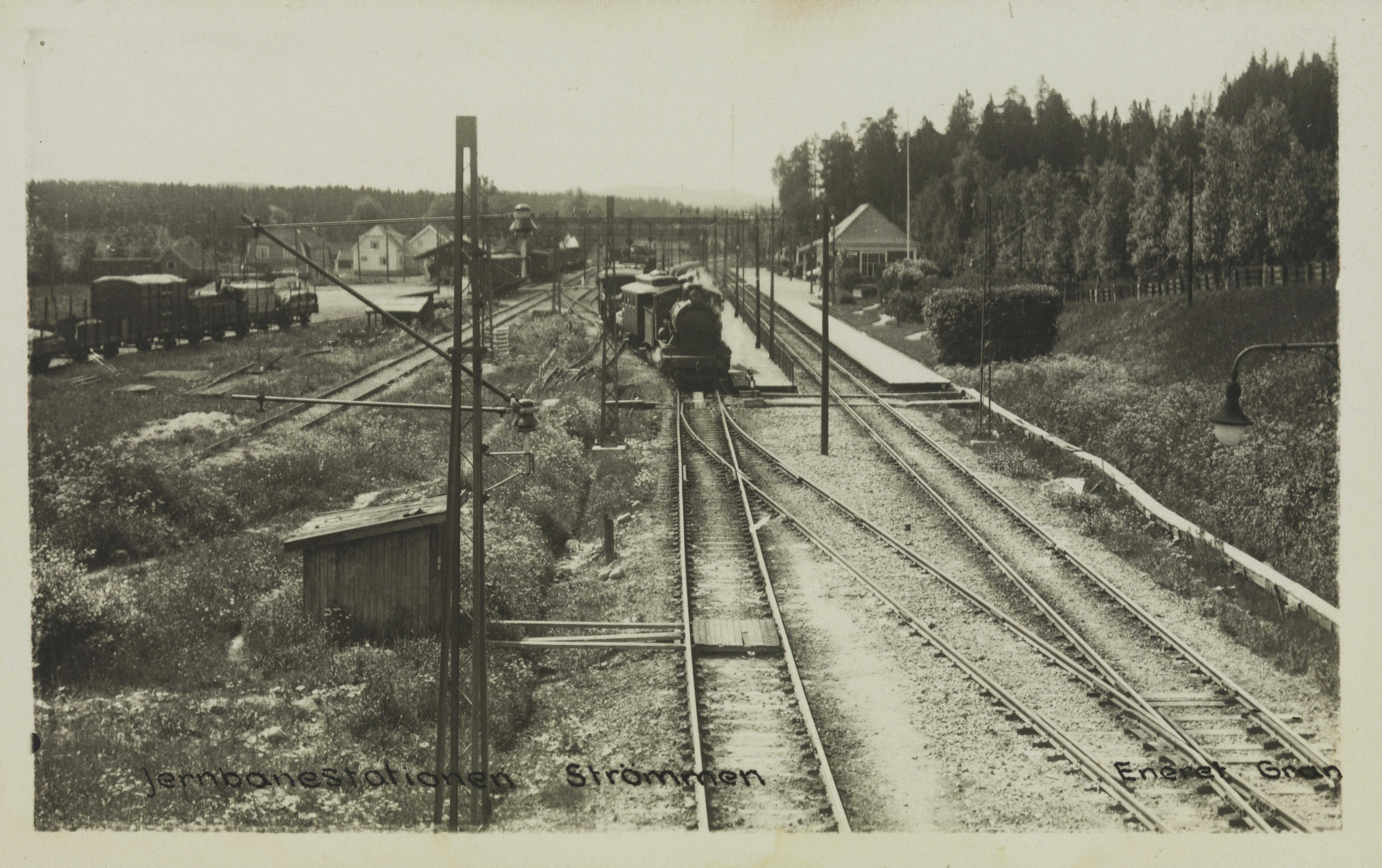
Strømmen station, någon gång på 1920-talet.